# Куистелло
Куистелло (итал. Quistello) — коммуна в Италии, располагается в регионе Ломбардия, подчиняется административному центру Мантуя.
Население составляет 5847 человек (на 2004 г.), плотность населения составляет 129 чел./км². Занимает площадь 45 км². Почтовый индекс — 46026. Телефонный код — 0376.
Покровителем населённого пункта считается святой апостол Варфоломей. Праздник ежегодно празднуется 24 августа.